# Онолбаева, Мария Асановна
Мария Асановна Онолбаева (25 декабря 1978 года, Мурманск) — хоккеистка, вратарь сборной России по хоккею с шайбой.

## Биография
С детства играла в футбол, потом начала заниматься хоккеем с мячом под руководством мамы на мурманском стадионе «Льдинка». С 10 лет тренировалась в ДЮСШ № 6 под руководством Анатолия Боровского, выступала за команду «Арктика».
Играет на вратарской позиции, свой выбор объясняет таким образом:

 Почему стала голкипером? Все очень просто — в хоккее с мячом большие ворота, вратари должны быть высокими. Тренер сказал — по росту подходишь. А когда появилось желание стать полевым игроком, было уже поздно.
До 16 лет Мария играла за мурманскую «Арктику», затем перешла в хоккей с шайбой и долгое время выступала за команду «Лужники» из Москвы, которая неоднократно переименовывалась — ЦСК ВВС, «Викинги», «СКИФ», в течение пяти лет играла за подмосковное «Торнадо», потом один сезон защищала цвета команды «Факел» из Челябинска.
В 2010 году выступала за женскую сборную России по хоккею с шайбой на Зимних Олимпийских играх в Ванкувере.

## Спортивные достижения
Неоднократно становилась чемпионкой России.